# 한터로
한터로는 용인시의 중동부를 가로지르는 도로이다.

## 노선
| 이름                                  | 접속 노선                                      | 소재지 | 소재지        | 비고                         |
| ------------------------------------- | ---------------------------------------------- | ------ | ------------- | ---------------------------- |
| 버드실사거리                          | 국도 제45호선 (백옥대로) 유림로                | 용인시 | 처인구 유림동 |                              |
| 유림교사거리                          | 경안천로 (용인시)                              | 용인시 | 처인구 유림동 |                              |
| 산골말입구사거리                      | 국가지원지방도 제98호선 고림로 경안천로256번길 | 용인시 | 처인구 유림동 | 국가지원지방도 제98호선 구간 |
| 서산식당앞 교차로                     | 고림로212번길                                  | 용인시 | 처인구 유림동 | 국가지원지방도 제98호선 구간 |
| 고림초등학교삼거리                    | 한터로152번길                                  | 용인시 | 처인구 유림동 | 국가지원지방도 제98호선 구간 |
| 용샘주유소앞 고림교                   |                                                | 용인시 | 처인구 유림동 | 국가지원지방도 제98호선 구간 |
| 대웅전기산업입구                      | 경안천로256번길                                | 용인시 | 처인구 유림동 | 국가지원지방도 제98호선 구간 |
| 코아루아파트입구삼거리                | 한터로275번길                                  | 용인시 | 처인구 양지면 | 국가지원지방도 제98호선 구간 |
| 음달안교                              |                                                | 용인시 | 처인구 양지면 | 국가지원지방도 제98호선 구간 |
| 주북교삼거리                          | 주북로                                         | 용인시 | 처인구 양지면 | 국가지원지방도 제98호선 구간 |
| 한터초등학교삼거리                    | 한터로571번길                                  | 용인시 | 처인구 양지면 | 국가지원지방도 제98호선 구간 |
| 아시아나CC삼거리 정수고개             | 양대로                                         | 용인시 | 처인구 양지면 | 국가지원지방도 제98호선 구간 |
| 추곡교 유정교                         |                                                | 용인시 | 처인구 양지면 | 국가지원지방도 제98호선 구간 |
| 국가지원지방도 제98호선 도척로와 직결 |                                                |        |               |                              |

## 주요시설
- GS25 용인버드실점 (한터로 18/유방동 468-15)
- 프로미카월드 용인유림점 (한터로 22/유방동 459-2)
- 이마트24 용인유림사거리점 (한터로 74/고림동 982)
- GS 칼텍스 명성주유소 (한터로 118/고림동 361-1)
- CU 용인신고림점 (한터로 122/고림동 360-2)
- GS25 용인한터로점 (한터로 126/고림동 360-3)
- GS25 고림타운점 (한터로 223/고림동 211-3)
- CU 용인한터점 (한터로 413/주복리 617)
- CU 양지한터점 (한터로 531/대대리 429-1)
- 세븐일레븐 용인양지밸리점 (한터로 542/대대리 405-3)